# Bašin
Pour les articles homonymes, voir Basin.
Bašin (en serbe cyrillique : Башин) est un village de Serbie situé dans la municipalité de Smederevska Palanka, district de Podunavlje. Au recensement de 2011, il comptait 442 habitants.

## Géographie
Bašin est situé à 12 km de Smederevska Palanka, sur la route principale Palanka-Natalinci-Topola. Le territoire du village est traversé par un ruisseau appelé Potok, qui se jette dans le Klok et qui le sépare en deux parties, Gornji Bašin ou Bugarski et Donji Bašin ou Erski. Les habitations y sont regroupées autour de la route et du Potok. La rivière Jasenica coule au sud du territoire, près de Mramorac. La localité est un village-rue typique.

## Histoire
Sur le territoire compris entre Bašin et Mramorac ont été trouvés des vestiges de peuplement remontant à l'âge du bronze. Des briques avec des inscriptions romaines y ont également été retrouvées. L'église du village, selon une inscription mentionnant qu'elle a été construite « dans un temps où il y avait des forêts où se réfugier », date sans doute de 1815, c'est-à-dire du temps du Second soulèvement serbe contre les Ottomans. Selon un recensement de 1822, le village comptait 18 foyers et, en 1844, 39 foyers et 257 habitants. En 1863, le village était habité par 358 personnes, dont 166 hommes et 182 femmes.

## Démographie
| 1948 | 1953 | 1961 | 1971 | 1981 | 1991 | 2002 | 2011 |
| ---- | ---- | ---- | ---- | ---- | ---- | ---- | ---- |
| 912  | 868  | 820  | 751  | 736  | 663  | 552  | 442  |

|  |

## Personnalité
Le général et académicien Živko Pavlović (1871-1938) est né dans le village.